# 格里斯 (紐約州普查規定居民點)
格里斯（英語：Greece）是位於美國紐約州門羅縣的普查規定居民點。

## 人口
根據2020年美國人口普查的數據，格里斯的面積為11.33平方千米，皆為陸地。當地共有人口14429人，而人口密度為每平方千米1,273.52人。